# Зеленко, Борис Валерьевич
Борис Валерьевич Зеленко (12 сентября 1975, Усть-Каменогорск — 30 июня 2002, Москва) — российский хоккеист, нападающий. Мастер спорта России.

## Биография
Родился 12 сентября 1975 года в Усть-Каменогорске.
Воспитанник СДЮШОР ЦСКА. В сезоне 1992/93 играл за ЦСКА-2, со следующего сезона также стал выступать за ЦСКА, провёл 9 матчей за команду «Русские пингвины» в IHL. С сезона 1996/97 стал играть за ХК ЦСКА. На драфте НХЛ 1994 года был выбран в 8-м раунде под общим 206-м номером командой «Питтсбург Пингвинз». Во второй половине сезона 1997/98 — первой половине следующего сезона выступал за команду ECHL «Хэмптон-Роудс Эдмиралс». Вернувшись в Россию, играл за «Динамо» Москва до мая 2001 года; в мае 1999 года попал в автоаварию, получив сотрясение мозга и сильный ушиб ключицы.
Перед началом сезона 2001/02 подписал контракт с ЦСКА, но содранная им в апреле родинка способствовала образованию метастаз в паховых лимфатических узлах. Вопреки советам врачей Зеленко вместо немедленного обследования ездил на турнир в Хабаровск, а затем на отдых в Турцию, где открытые солнечные лучи могли негативно повлиять на организм. В онкодиспансере имени Герцена Зеленко посоветовали радикальную операцию с удалением лимфоузлов в паху, но он съездил на обследование в онкоцентр под Филадельфией и вскоре завершил карьеру. В августе 2001 года перенёс операцию. Работал в ресторане сестры.
Скончался 30 июня 2002 года. Похоронен на 134-м участке Востряковского кладбища Москвы.
Чемпион России 2000.
Сын Данила (род. 2000) воспитанник хоккейной школы «Крыльев Советов», выступал на любительском уровне.